# Ибадиты
Ибади́ты (абадиты, араб. الاباضية‎‎) — исламское течение, отличающееся как от суннизма, так и от шиизма. Ибадизм часто характеризуют как умеренную фракцию в движении хариджитов, хотя сами ибадиты отказываются признавать себя хариджитами. Ибадиты возникли в VII веке в Ираке; получили название по имени Абдуллаха ибн Ибада. Однако информация, содержащаяся в ибадитских источниках, показывает, что ибн Ибад играл второстепенную роль в создании и руководстве движения ибадитов по сравнению с его первым имамом и основателем, которым был Джабир ибн Зейд.

## Ибадиты и хариджиты
Считая Джабир ибн Зейда основателем собственного мазхаба — правовой школы, в политическом смысле ибадиты определяют себя прямыми преемниками мухаккимитов. Два их лидера, выживших в Нахраванской битве — Абу Биляль Мирдас и Урва бин Худейр, — также стояли у истоков движения ибадитов (самоназвание ахлю-ль-хакк уа-ль-истикама), будучи ближайшими соратниками Джабир ибн Зейда. В свою очередь, по мнению ведущих учёных из числа ибадитов, все претензии в адрес мухаккимитов, такие как обвинение ими в неверии своих противников из числа мусульман, включая Али ибн Абу Талиба, как и их причастность к его, так и Абдуллаха ибн Хаббаба убийству, необоснованны. Виновники этих преступлений — Мисар ибн Фидаки и Абдуррахман ибн Мульджам — не были связаны с мухаккимитами и людьми из Нахравана — Мисар ибн Фидаки пытался со своим отрядом присоединиться к мухаккимитам, но был изгнан лидером мухаккимитов Абдуллахом ибн Вахбом ар-Расиби, когда стало известно, что он совершил, а Абдуррахман ибн Мульджам вообще никогда не был мухаккимитом. Ибадиты утверждают, что мухаккимиты относились к своим противникам точно так же, как Али ибн Абу Талиб к Тальхе и Аз-Зубайру во время их противостояния. Появление же подобных воззрений, как обвинения в неверии своих противников и т. п. среди радикальных сект хариджитов связано уже с более поздним этапом их формирования и не имеет ничего общего с позицией самих мухаккимитов, которую целиком разделяют их прямые последователи в лице ибадитов. Выступивших против них мусульман ибадиты не считают ни праведниками, ни многобожниками. Проливать кровь несогласных с их убеждениями мусульман они считают запретным. А территорию, на которой проживают их противники, ибадиты считают мусульманской, за исключением местонахождения армии, которая готовится выступить против них. Во время войны с мусульманами разрешается брать в качестве добычи только лошадей, оружие и военное снаряжение. Всё остальное запрещено. Ибадиты считают свидетельство остальных мусульман на судебных процессах правомочным и допустимым. Разрешается также вступать с ними в брак.
Нафи ибн аль-Азрак теоретически обосновывал своё и своих последователей, получивших позже название азракиты по имени ибн аль-Азрака, право обращаться со всеми мусульманами как с врагами Аллаха, ставил себя и своих последователей вне всего мусульманского сообщества. Он послал письмо с изложением этих принципов в Басру Абдуллаху ибн ас-Саффару и Абдуллаху ибн Ибаду. Письмо попало к ибн ас-Саффару, и он скрыл его от остальных, опасаясь возникновения раздоров. Ибн Ибад узнал о послании и потребовал дать для ознакомления. Прочитав, он возмутился: «Эти люди (то есть не хариджиты) отвергают милости и заветы, но они не многобожники, мы можем только убивать их [в сражении], но вся их собственность запретна для нас» (Табари, II, с. 518—519). Здесь мы впервые встречаемся с чётко сформулированной программой крайних хариджитов и принципиальным положением, отделяющим их от ибадитов — азракиты считали всех мусульман, не разделяющих их взгляды, язычниками (мушрикун), тогда как ибадиты считали иноверующих мусульман совершающими грех, но мусульманами, решение о которых принадлежит Аллаху.

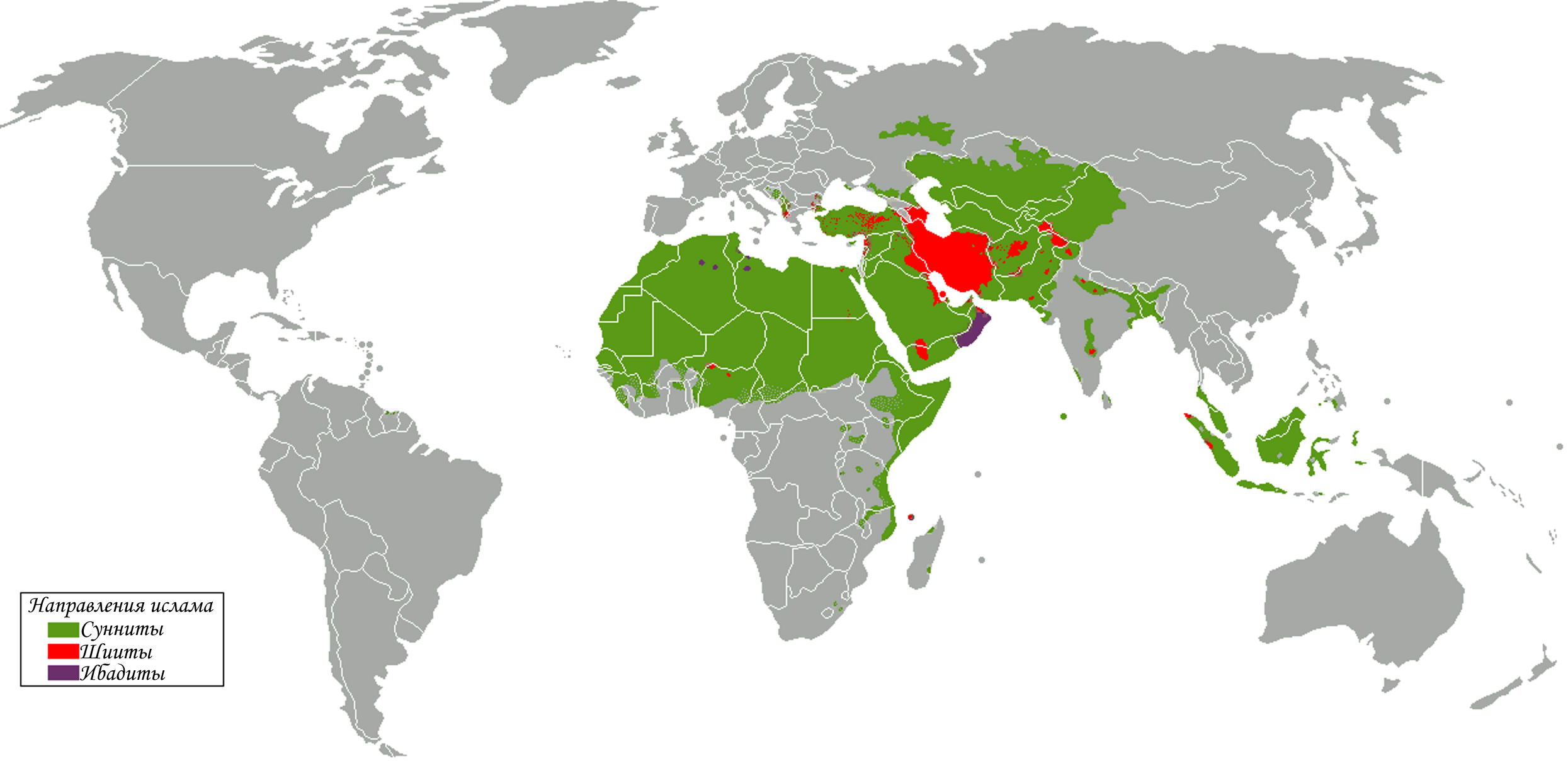
Регионы с ибадитским населением на карте мусульманского мира зелёный: суннитские районы, красный: шиитские районы, фиолетовый: ибадиты

## Распространение
Ибадиты вели борьбу против Халифата, создали свои имаматы, в том числе имамат Рустамидов в Тахерте (Северная Африка, VIII — начало X веков), а также на короткое время имамат в Йемене. Тогда же появилось ибадитское государство в Омане, которое сохранилось и до наших дней.
Хотя ибадиты составляют 1 % от всех мусульман, они живут во многих частях мусульманского мира. В современном мире ибадиты составляют большую часть населения Омана (около 75 %) и имеют общины в Йемене, ОАЭ, Алжире (Мзаб), Тунисе (Джерба), Ливии (Нафуси и Зуара). Также многие ибадиты жили на острове Занзибар в Танзании, где у власти до революции 1964 года находились султаны династии Альбусаид, принадлежавшие, как и их оманская ветвь, к ибадитам.

## Различия с суннитским и шиитским исламом
При том, что ибадизм является одним из исконных направлений в исламе, исследователи вынуждены характеризовать его в сравнении с более известными широкому европейскому читателю суннизмом, шиизмом, мутазилизмом и т. п. Так, в отличие от шиизма, в котором верховная власть должна передаваться по наследству внутри Дома Пророка — среди имамов, потомков Али ибн Абу Талиба и его жены, дочери Пророка Фатимы, — а также суннизма, в котором верховные правители мусульманской общины должны быть из курайшитов, ибадиты считают, что имамом всей общины может быть любой мусульманин. Они ссылаются на хадис Пророка Мухаммада: «Если будет поставлен повелителем над вами [даже] эфиопский раб с вырванными ноздрями (маджзу‘ аль-унф) и установит между вами Божественное Писание и мою Сунну, то слушайте его и ему повинуйтесь». При этом ибадиты следовали принципу «не может быть двух имамов в одном месте», таким образом, они допускали одновременное существование нескольких имамов в разных частях мусульманского мира, которых избирал совет шейхов тайным голосованием. Выборы часто ограничивались одним родом. В их понимании избранный имам являлся полноправным главой общины, исполнявшим обязанности военачальника, судьи и богослова-факиха, но лишь при том условии, что он следует Корану, сунне и примеру первых имамов. В случае нарушения этого условия он мог быть смещён советом шейхов.
Если сунниты признают легитимными всех праведных халифов и тем самым подтверждают истинность тех способов определения верховных правителей, при посредстве которых таковыми стали Абу Бакр, Умар, Усман и Али, шииты считают первых трёх халифов узурпаторами верховной власти и единственным истинным наследником Пророка почитают Али, подтверждая тем самым принцип передачи власти внутри Дома Пророка, то ибадиты считают полностью соответствующими критериям ислама только двух первых халифов — Абу Бакра и Умара, имея ряд претензий к Усману и Али, во время правления которых в исламской общине началась всеобщая смута. При том, что в вероучительном отношении нет принципиальных различий между ибадизмом и другими течениями в суннизме, ибадизму присуща и некоторая специфика.
- Ибадиты, вслед за сошедшими с исторической сцены теологами-мутазилитами, считают, что Коран сотворён, расходясь с суннитами, которые полагают Коран извечной (не имеющей определённого начала) речью Бога[10]. В то же время допустимы и иные мнения: некоторые учёные ибадиты разделяют позицию по этому вопросу с суннитами, другие утверждают, что вопрос о том, создан Коран или нет, необходимо оставить, так как мусульмане не могут быть осведомлены об этом ввиду отсутствия какой-либо информации о мнениях сподвижников по этой проблеме. В любом случае, данный вопрос, по мнению ибадитов, находится в рамках приемлемого разногласия и не влияет на веру[13].
- Мусульмане не увидят Бога в раю. Ибадиты убеждены, что Бога в принципе нельзя увидеть, поскольку Он не ограничен ни пространством, ни временем и превыше того, что можно «видеть», будь то глазами или сердцем. Здесь они также ссылаются на 103 аят 6 суры «Скот». Это противоречит основам суннитской веры о том, что мусульмане увидят Бога в раю[источник не указан 448 дней].
- Кто попадает в ад, будет находиться там вечно. Это идет вразрез с верой суннитских мусульман, которые верят, что попавший в ад мусульманин будет находиться в нём определённый промежуток времени, чтобы очиститься от недостатков, после чего он попадёт в рай[источник не указан 448 дней].
- Ибадиты имеют свои собственные хадисы. Большинство хадисов по содержанию соответствуют суннитским, но их гораздо меньше, чем у суннитов — 1005 хадисов, включённых в Муснад имама ар-Раби ибн Хабиба аль-Фарахиди, составленный во II веке по Хиджре из 742 хадисов и дополненный Абу Якубом. Хотя есть и такие хадисы, которые используют только ибадиты[источник не указан 448 дней].

## Учёные
- Ар-Раби ибн Хабиб — ибадитский хадисовед.
- Ахмад бин Хамад аль-Халили — верховный муфтий Султаната Оман.
- Сулейман Баруни — глава ибадитов Триполитании и деятель национально-освободительного движения, Ливия.